# Massacre de Kfar Etzion

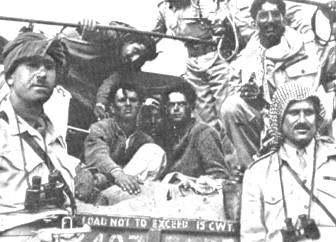
Soldats juifs faits prisonniers après la bataille.

Le massacre de Kfar Etzion eut lieu le 13 mai 1948, durant la guerre israélo-arabe de 1948 quand le Goush Etzion fut pris d'assaut par la Légion arabe transjordanienne et des irréguliers arabes palestiniens.

## Contexte
Le 29 novembre 1947, l'Assemblée générale de l'ONU vote le terme du mandat britannique sur la Palestine et son partage en un État juif et un État arabe ; Jérusalem et sa région devant devenir un corpus separatum sous contrôle international. Le lendemain, la guerre civile éclate entre Juifs et Arabes tandis que les Britanniques abandonnent la gestion du maintien de l'ordre et organisent leur retrait. Les combats entre les deux communautés sont sanglants. Des atrocités sont commises de part et d'autre, dont le massacre de Deir Yassin où une centaine d'Arabes sont massacrés par des membres de l'Irgoun et du Lehi.
La Légion arabe est une force militaire transjordanienne, auxiliaire des Britanniques. C'est la force militaire la plus moderne et organisée de la région. Elle est dirigée par des officiers britanniques. Avec l'accord de Whitehall, il a été convenu que les Transjordaniens s'empareraient du territoire arabe au terme du mandat.
Le Gush Ezion est un bloc de 4 kibboutz au cœur du territoire attribué par le plan de partage aux Arabes et situé à mi-chemin entre Jérusalem et Hébron. Il est complètement isolé du reste du territoire sous contrôle juif. Depuis janvier, il est assiégé et ses convois de ravitaillement ont été régulièrement attaqués. Le dernier en date, mené par 35 combattants du Palmah a été entièrement anéanti. En avril, l'ensemble des non combattants a été évacués et les occupants mènent des attaques contre le trafic entre Hébron et Jérusalem.

## L'attaque et le massacre
Deux jours avant le terme du mandat, la Légion arabe décide de prendre le Gush Etzion pour ne pas laisser cette épée de Damoclès au cœur de son dispositif. La zone contrôle en effet la route stratégique entre Jérusalem, Hébron et le sud de la Judée.
L'attaque est lancée de le 13 mai par les véhicules blindés de la Légion arabe soutenus par des miliciens arabes des villages avoisinant. Le kibboutz tombe après une journée de combats faisant un nombre indéterminé de morts. Après la bataille, les survivants sont rassemblés et les miliciens arabes se livrent à leur massacre. Les soldats de la Légion arabe essaient d'empêcher le massacre mais sans succès.
Sur les 131 combattants, parmi lesquels figurent 21 femmes, seuls 4 survivent à la bataille et au massacre qui s'ensuivit. Deux tiers étaient des combattants originaires du kibboutz, le dernier tiers étaient des soldats de la Haganah et du Palmach.
Les trois autres implantations se rendent sur ces entrefaites et l'ensemble est ensuite pillé et rasé,. Les prisonniers des 3 autres implantations sont emmenés sains et saufs en Transjordanie.
Après la guerre, Kfar Etzion et l'ensemble de la Judée et de la Samarie sont annexés à la Transjordanie (qui devient la Jordanie). Les prisonniers juifs de Kfar Etzion sont libérés. Les ossements des autres combattants juifs sont récupérés l'année suivante et rapatriés en Israël.